# Tilemann Sculteti
Tilemann Sculteti (auch Thile Sculteti, eigentlich Tilemann Schulz, † nach 1360) war Propst in Coswig und Dekan in Zerbst in Anhalt.

## Leben
Tilemann wurde 1340 erstmals als Propst des Kollegiatstiftes Coswig erwähnt. Er war möglicherweise identisch mit einem Diedrich von Koswich, der 1348 Kanzler des falschen Waldemar in Brandenburg war. 1349 wurde Sculteti noch einmal als Propst von Coswig erwähnt, Ende desselben Jahres bereits als Dekan (Vorsteher) des Kollegiatstiftes Zerbst.
1352 verlor Tilemann Sculteti einen Prozess um den Katharinenaltar in der Marienkirche in Templin, den er vom falschen Waldemar zu Lehen erhalten hatte. 1360 wurde er letztmals als Dekan von Zerbst erwähnt.